# Erophiloscia waegelei
Erophiloscia waegelei är en kräftdjursart som beskrevs av Klaus Ulrich Leistikow 200. Erophiloscia waegelei ingår i släktet Erophiloscia och familjen Philosciidae. Inga underarter finns listade i Catalogue of Life.